# Hlinné (Tisová)
Hlinné je malá vesnice, část obce Tisová v okrese Tachov v Plzeňském kraji. Nachází se asi 2,5 kilometru východně od Tisové. Je zde evidováno 15 adres. V roce 2011 zde trvale žilo 15 obyvatel.
Hlinné leží v katastrálním území Jemnice u Tisové o výměře 7,27 km².

## Historie
První písemná zmínka o vesnici pochází z roku 1115.

## Obyvatelstvo
| Rok            | 1869 | 1880 | 1890 | 1900 | 1910 | 1921 | 1930 | 1950 | 1961 | 1970 | 1980 | 1991 | 2001 | 2011 | 2021 |
| -------------- | ---- | ---- | ---- | ---- | ---- | ---- | ---- | ---- | ---- | ---- | ---- | ---- | ---- | ---- | ---- |
| Počet obyvatel | 167  | 122  | 116  | 118  | 103  | 114  | 123  | 31   | 50   | 32   | 20   | 11   | 11   | 15   | 22   |
| Počet domů     | 25   | 26   | 25   | 23   | 25   | 24   | 27   | 10   | 10   | 8    | 7    | 6    | 6    | 8    | 9    |

## Obecní správa
Při sčítání lidu v letech 1850–1959 Hlinné bylo osadou obce Jemnice, se kterým patřilo nejprve do okresu Planá, ale od roku 1950 v okrese Tachov. V letech 1960–1979 bylo částí obce Tisová v okrese Tachov. Od 1. ledna 1980 do 23. listopadu 1990 bylo částí obce Staré Sedliště v okrese Tachov. Od 24. listopadu 1990 je opět částí obce Tisová v okrese Tachov.